# Макаренко, Виталий Семёнович
Вита́лий Семёнович Мака́ренко (20 апреля (3 мая) 1895, Белополье, Харьковская губерния (сейчас Сумская область), Российская империя — 22 июля 1983, Йер, Франция) — офицер Русской императорской армии, участник Первой мировой войны и Белого движения на Юге России, эмигрант. Родной брат педагога А. С. Макаренко. Автор книги «Мой брат Антон Семёнович (Воспоминания)».

## Биография
Родился 20 апреля 1895 года по старому стилю, в городе Белополье, Харьковской губернии в семье цехового мастера. Окончил 7 классов Кременчугского реального училища.

### Участие в Первой мировой войне
В конце лета 1915 года был призван на военную службу. 2 августа прибыл в 10-ю роту 28-го пехотного запасного батальона, откуда 31 августа был направлен на 4-месячные курсы в Чугуевское военное училище. Окончив курсы, вернулся унтер-офицером в декабре 1915 года в резерв армии. 1 января 1916 года произведён в прапорщики. В июне 1916 года направлен в действующую армию, назначен командиром роты 407-го полка 102-й пехотной дивизии в чине подпоручика. При наступлении Юго-западного фронта 28 июня 1916 года был ранен, по выздоровлении вернулся в полк. Был ранен ещё трижды. Последний раз — в бою под Луцком, на реке Стоход, 3 октября 1916 года. Солдаты вынесли его с поля боя (за этот бой В. С. Макаренко был произведён из подпоручиков в поручики и награждён орденом Святого Владимира IV степени с мечами и бантом). По выздоровлении поручик Макаренко был признан негодным к строевой службе и оставлен для дальнейшего прохождения службы в тылу.

### Вклад в педагогику
В 1917—1919 годах Виталий вместе с братом Антоном преподавал в городе Кременчуг Полтавской губернии в местной школе. По инициативе Виталия Семёновича, приобретшего актёрский опыт ещё во время учёбы в реальном училище, оба брата создали самодеятельную театральную группу (драматический кружок им. В. Г. Короленко), которая вскоре уже выступила перед народом с постановками известных пьес.
По собственному почину Виталий Макаренко также ввёл в физкультуру и во внешкольные занятия военные элементы: строевую подготовку и маршировку под духовой оркестр.
Первоначально Антон Макаренко (с его антивоенным умонастроением) было против этой инициативы, но затем, увидев в таких занятиях элементы театрализации, игры, естественную тренировку согласованности действий и неподдельный интерес к этим занятиям учащихся, сохранил и позже широко применял разумные элементы несколько театрализованной военизации во всей своей последующей воспитательно-педагогической деятельности, особенно в Колонии им. Горького.
Уже в преклонном возрасте В. С. Макаренко внёс новый посильный вклад в педагогику (макаренковедение), написав воспоминания «Мой брат Антон Семёнович» (о чём см. в заключительном разделе)

### Участие в Белом движении
В июне 1919 года, в связи с нарастанием красного террора и приближением белых армий к городу скрывался от ЧК, месяц скитаясь по окрестным полям. После взятия Кременчуга в конце июня 1919 года Добровольческой армией вступил в её ряды. В связи с четырьмя ранениями признан негодным для службы в действующей армии и был зачислен в состав Крюковской контрразведки, где прослужил до ноября 1919 года. В ноябре 1919 года, в период отступления Добровольческой армии, во время одной из рабочих командировок в Харьков без разрешения начальства оставил службу в контрразведке Кременчуга и поступил в Харькове пулемётным офицером на бронепоезд «Генерал Марков». Вместе с бронепоездом участвовал в боях на железных дорогах Проскуров—Казатин—Бердичев против петлюровцев и войск РККА. В декабре 1919 года при отступлении Макаренко оказался в Крыму, где, по одной из версий, был зачислен в Марковскую пехотную дивизию. В ноябре 1920 года в составе Русской армии был эвакуирован в Галлиполи. В это время выступал за одноименную футбольную команду на позиции правого полузащитника.
При отъезде в Крым Виталий пытался взять с собой и жену, которая, однако, не смогла забраться вслед за ним в переполненный вагон. Родившаяся 7 августа 1920 года дочь Виталия Олимпиада воспитывалась в качестве приёмной дочери его братом Антоном. Позже вышла замуж за поэта Сергея Васильева. Умерла в 2001 году.
Внучка — народная артистка РСФСР Екатерина Васильева.

### Эмиграция
В эмиграции переехал во Францию. Поддерживал активную переписку с оставшимся в СССР братом, педагогом А. С. Макаренко.
В 1928 году Виталий и Антон Макаренко окончательно потеряли возможность переписываться (посылать и принимать письма из-за границы в СССР стало всё более опасно и по настоянию жены — Г. С. Салько — А. С. Макаренко прекратил эту переписку). О смерти брата в 1939 году Виталий Макаренко узнал из парижской газеты. Виталий Макаренко вскоре организовал (на средства жены) собственное художественное фотоателье, что дало ему на некоторое время средства к существованию в эмиграции.
До конца своих дней поручик Виталий Макаренко сохранял тесные связи с однополчанами-марковцами. Имя Виталия Макаренко стоит в списке ветеранов марковских частей, приславших свои воспоминания или подтверждение того или иного эпизода из истории Марковских частей, которые вошли в двухтомник «Марковцы в боях и походах в Освободительной войне 1917—1920 годов».
Последние годы жизни поручик Виталий Макаренко провёл в доме для престарелых в городе Йер недалеко от Тулона, на юге Франции.
Слабость к азартным играм привела к тому, что в конце жизни В. С. Макаренко располагал крайне скромными средствами и условия его жизни в пансионате оставляли желать лучшего.
Там он и был обнаружен в 1970 г. германскими макаренковедами Гётцем Хиллигом и З. Вайтцем из лаборатории Макаренко-реферат, которые попросили его о любезности ответить на некоторые биографические вопросы, что и было сделано. Через некоторое время удалось договориться с В.С. о подготовке воспоминаний о брате Антоне в обмен на небольшую финансовую поддержку со стороны Deutsche Forschungsgemeinschaft (Германское научно-исследовательское общество), которая осуществлялась в течение 4 лет и позволила улучшить условия его жизни и работы над воспоминаниями, получивших название «Мой брат Антон Семёнович», которые содержат ценные сведения прежде всего о детских и юношеских годах Антона Макаренко, национальности, вероисповедании, укладе и образе жизни семьи и родителей Макаренко. Дружба и сотрудничество германских макаренковедов с В. С. Макаренко продолжалось до конца его жизни.
В. С. Макаренко скончался 22 июля 1983 года в возрасте 88 лет.

## Воспоминания о брате Антоне
По сложившемуся большевистскому обычаю в СССР не было принято упоминать в печати (особенно со сколько-нибудь положительной стороны) лиц, которые до переворота 1917 года принадлежали к буржуазным или даже просто зажиточным слоям населения, а тем более — к участникам Белого движения после 1917 года. Поэтому сам факт существования у А. С. Макаренко брата Виталия и всего, что с ним связано (его сестёр, дочери, воспоминаний и т. д.) умалчивался в советском макаренковедении вплоть до 1991 г. По свидетельствам, собранным проф. Г. Хиллигом, соответствующие упоминания перед печатью текстов удалялись и из стенограмм встреч А. С. Макаренко с читателями (например, когда его спрашивали о наличии собственных детей и он отвечал, что не имеет, но воспитывает приёмных — дочь брата и сына жены).
Даже после опубликования в ФРГ на немецком языке (1971 г.), а чуть позже в Италии — на итальянском (1977) воспоминаний В. С. Макаренко и представления фильма о двух посещениях В. С. Макаренко лаборатории «Макаренко-реферат» в Марбурге на международной конференции макаренковедов, представители советского макаренковедения (в том числе В. В. Кумарин, А. А. Фролов и др.) предпочитали не упоминать об их наличии и не ссылаться на них, при этом приводя отдельные факты из воспоминаний, не ссылаясь на источник. Возможно, это было связано и с тем, что В. С. Макаренко, будучи глубоко обиженным большевиками, не мог удержаться в своих воспоминаниях и от весьма резких суждений о «советском» строе и другой «антисоветчины». Специалисты отмечали, что эти замечания легко отделялись в воспоминаниях от весьма подробных и точных описаний жизни и быта семьи Макаренко (там, где эти воспоминания можно было проверить, например, при описаниях исторических мест Крюкова-Посада, зданий, устройства комнат в них и т. п.), что представляет определённую ценность для историко-биографического направления макаренковедения.

«Все эти высказывания свидетельствуют об обуревавших его противоречивых чувствах к умершему брату. Преобладают зависть к его славе и ожесточение навсегда покинувшего родину эмигранта, которые усиливаются политической злобой на происшедшие там революционные изменения. Автор мемуаров компенсирует это своё озлобление различными обвинениями в адрес брата, а также выпячивает его недостатки. Но с этим соседствуют проявления горячей любви к брату и добрые воспоминания о вместе проведённой юности. В некоторых случаях мемуары Виталия являются уникальным и незаменимым свидетельством, а его субъективные настроения легко распознаваемы».
Либор Пеха (изв. чешский макаренковед)

Поэтому впервые воспоминания В. С. Макаренко в странах бывшего СССР были изданы в 1991 г. Сначала на Украине (ж. «Радянська школа», № 4-12 за 1991 г.), затем, чуть позже,- в России — (ж. «Советская педагогика», № 6-7 за тот же год).

## Потомки
- дочь Олимпиада (1920—2001) (в замужестве Васильева). Воспитывалась бабушкой Татьяной и дядей Антоном с его супругой Г. С. Салько. В какой-то степени также коллективами Колонии им. Горького и Коммуны им. Дзержинского.
- внучки Галина (1938) и Екатерина (1945) — обе актрисы
- внук Антон (1953) — режиссёр.